# Rondolândia
Rondolândia este un oraș în Mato Grosso (MT), Brazilia.